# Ayodele Adetula
Ayodele Max Adetula (* 9. Februar 1998 in Bremen) ist ein deutsch-nigerianischer Fußballspieler.

## Karriere
Nach seinen Anfängen in der Jugend von Werder Bremen wechselte er im Sommer 2013 in die Jugendabteilung von Eintracht Braunschweig. Mit der U19 der Braunschweiger gewann er 2017 den DFB-Pokal der Junioren, wozu er mit vier Toren in fünf Spielen beitrug. 
Ab 2017 spielte er für die zweite Mannschaft des Vereins und kam in der ersten Mannschaft 2018 zu seinem ersten Einsatz im Profibereich in der 3. Liga, als er am 27. Juli 2018, dem 1. Spieltag, beim 1:1-Heimunentschieden gegen den Karlsruher SC in der 88. Spielminute für Malte Amundsen eingewechselt wurde. Nach dem Klassenerhalt mit der Eintracht wechselte der Stürmer zum Regionalligisten Rot-Weiss Essen, bei dem er einen bis Juni 2021 gültigen Vertrag erhielt. Im Oktober 2020 löste er dort seinen Vertrag auf und schloss sich dem VfB Oldenburg in der Regionalliga Nord an. Mit dem Verein stieg er 2022 in die 3. Liga auf, aus der die Mannschaft in der folgenden Saison 2022/23 jedoch wieder abstieg. Im Sommer 2023 verließ er daraufhin den Verein und schloss sich dem TSV Steinbach Haiger in der Regionalliga Südwest an. In der Winterpause der Saison 2023/24 folgte der Wechsel zum West-Regionalligisten SV Rödinghausen. Bis zum Saisonende 2024/25 bestritt er für die Ostwestfalen insgesamt 33 Ligaspiele und wechselte zur Saison 2025/26 in die Regionalliga Nordost zum 1. FC Lokomotive Leipzig.

## Erfolge
- Aufstieg in die 3. Liga: 2022 (mit VfB Oldenburg)
- Meister der Regionalliga Nord: 2022 (mit VfB Oldenburg)
- Sieger des Niederrheinpokals: 2020 (mit Rot-Weiss Essen)
- Sieger des DFB-Pokals der Junioren: 2017 (mit Eintracht Braunschweig)